# Eef Haaze
Eef Haaze (11 augustus 1982) is een Nederlandse vlakwater kanovaarster. Haaze is meermaals Nederlands kampioen geworden. In 2010 voer ze zich voor het eerst op een individuele afstand in de top vijf van 
een groot internationaal eindtoernooi (WK K1, Poznań), een prestatie die ze een jaar later op het wereldkampioenschap wist te evenaren.
Na bescheiden internationaal succes in de K4 midden jaren 00 (brons op de 200 -en 500 meter bij wereldbekerwedstrijden in 2005 en een vierde plaats op het WK 2006 in Szeged, Hongarije) is Haaze zich gaan richten op de K1. Na verschillende nationale titels heeft ze bij de wereldbekerwedstrijden in Poznań (2010) beslag op het zilver weten te leggen op de 5000 meter.

## Carrière
Haaze begon op 12-jarige leeftijd met kanovaren bij Kanovereniging Skonenvaarder te Kampen. Via de Deventer KanoVereniging EKV beatrix en Natsec is ze uiteindelijk bij Viking Venlo terechtgekomen. Eenmaal in de buurt van onze oosterburen bleek zowel het niveau als de populariteit van deze sport over de grens stukken volwassener. Sinds 2008 traint Haaze daarom bij KG Essen onder begeleiding van trainer Arndt Hanisch. 
In 2002 debuteert Haaze op het Wereldkampioenschap voor senioren. Ze vaart hier met Tamara Yosef, Nicole Bulk en Femke Roos in de Nederlandse K4. Deze K4 heeft vervolgens de WK's in 2003, 2005 en 2006 gevaren. Hoogtepunten van deze boot zijn een vierde plek bij het WK in 2006 op de 200 meter en twee bronzen wereldbekermedailles in 2005 in Poznań.
In 2006 wint Haaze haar eerste individuele nationale titels. Twee jaar later begint ze haar internationale carrière in de K1 waarbij ze op het WK 2010 met een vijfde plaats op de 1000 meter en een Nederlands record (1.51.5 min) op de 500 meter haar ambities laat zien.
In 2011 wint de Venlose haar eerste individuele eremetaal bij een wereldbeker, 
in Poznań wordt ze tweede op de 5000 meter. Een maand later wordt ze bij de Europese Kampioenschappen in Belgrado vijfde op de kilometer wat een voorbode voor het WK blijkt te zijn; ook hier reikte dat jaar een vijfde plaats op dit niet olympische nummer.

## Voornaamste resultaten
| Jaar | Toernooi | Discipline | Afstand    | Resultaat |
| ---- | -------- | ---------- | ---------- | --------- |
| 2006 | NK       | K1         | 1000 meter | 1e        |
| 2006 | NK       | K1         | 500 meter  | 1e        |
| 2007 | NK       | K1         | 1000 meter | 1e        |
| 2008 | NK       | K1         | 1000 meter | 1e        |
| 2008 | NK       | K1         | 500 meter  | 1e        |
| 2009 | DM       | K1         | 5000 meter | 1e        |
| 2009 | NK       | K1         | 1000 meter | 1e        |
| 2009 | NK       | K1         | 200 meter  | 1e        |
| 2009 | NK       | K1         | 500 meter  | 1e        |
| 2010 | DM       | K1         | 5000 meter | 1e        |
| 2010 | NK       | K1         | 1000 meter | 1e        |
| 2010 | NK       | K1         | 200 meter  | 1e        |
| 2010 | NK       | K1         | 500 meter  | 1e        |
| 2010 | WK       | K1         | 1000 meter | 5e        |
| 2011 | WB       | K1         | 5000 meter | 2e        |
| 2011 | EK       | K1         | 1000 meter | 5e        |
| 2011 | WK       | K1         | 1000 meter | 5e        |
| 2011 | DM       | K1         | 1000 meter | 2e        |
| 2011 | NK       | K1         | 500 meter  | 1e        |